# Asadipus phaleratus
Asadipus phaleratus is een spinnensoort uit de familie Lamponidae. De soort komt voor in West-Australië, Zuid-Australië en Queensland.